# يارتي قاية
يارتي قاية (بالفارسية: یارتی‌قایه) هي قرية تقع في غلستان في إيران. يقدر عدد سكانها بـ 878 نسمة بحسب إحصاء 2016.